# Contragolpe
Contragolpe es una película argentina policial de 1978 dirigida por Alejandro Doria según el guion de María Angélica Bosco y Marco Denevi. Está basada en la serie de televisión División Homicidios, de Plácido Donato, Germán Klein y Oscar A. Beliach. Sus principales intérpretes son Luisina Brando, Raúl Aubel y Lito Cruz. Se estrenó el 15 de marzo de 1979.

## Sinopsis
Ambientada en la década de 1930, narra una historia de lucha entre bandas de delincuentes organizadas y la policía, que consigue infiltrar uno de los suyos entre un grupo de mafiosos.

## Reparto
- Luisina Brando ... Nazaria
- Raúl Aubel ... Marcelo Buffi, alias "don Bepe"
- Lito Cruz ... Juan de Dios Tolosa/Carmelo Di Prisco
- Osvaldo Terranova ... Antonio Cesaró
- Alberto Argibay ... Inspector Blanchard
- Aldo Barbero ... Severo
- Ignacio Quiros ... Inspector Funes
- Marcelo Alfaro ... Gigolo 1
- Daniel Miglioranza ... Detenido Musu
- Tina Serrano ... Rosario
- Héctor Bidonde
- Rodolfo Brindisi ... Jefe de Policía
- Ana María Giunta
- Jorge Marrale ... Policía
- Juan Manuel Tenuta
- Enrique Alonso ... Pinuccio
- Gigí Ruá ... Emma
- Adela Gleijer ... Mucama de Nazaria
- Cecilia Cenci ... Adelina
- Héctor Da Rosa ... Chofer
- Marta Cerain ... Julia
- Víctor Hugo Iriarte ... Sargento Raguzzi
- Alberto Domínguez ... Comisario Rinaldi
- Edgardo Nervi
- Beatriz Thibaudin
- Sergio Bellotti

## Producción
En 1976 Marco Denevi fue interesado en un ciclo para televisión de género policial en el cual para competir con los recursos económicos y técnicos con los que se realizaban las series estadounidenses se debían suplir los mismos con talento, ingenio y trabajo. Denevi exhumó entonces a un personaje de su novela Rosaura a las diez, el Inspector Baigorri, y ubicó la acción en la década de 1930. El comisario Plácido Donato proveía material tomado de crónicas de la Policía Federal Argentina. Más adelante Denevi fue reemplazado por la escritora María Angélica Bosco y el propio Donato y también colaboraron conocidos dramaturgos.
El programa, que se llamaba División Homicidios se emitió durante tres años y su éxito indujo a los productores a realizar una película bajo la dirección de Alejandro Doria. El libreto lo escribieron Denevi y Bosco (aunque su nombre no aparece en los créditos) y Donato actuó como coordinador y proveyó el relato que tomó del archivo de la Policía Federal, el que da cuenta de un hecho acaecido en 1932.
María Angélica Bosco dijo más adelante que la idea de que un crimen fingido se convirtiera en real fue de ella pero que el desarrollo del argumento fue, casi en su totalidad, obra de Denevi; esto se advierte por algunas cuestiones recurrentes: la de las identidades ocultas, la de la doble personalidad y la figura de la mujer misteriosa. La película, ambientada en la década de 1930, parte de un hecho en el que se cruzan ficción y realidad. En tal contexto, un policía se infiltra en una banda criminal. La película devela aspectos de la corrupción de la sociedad.

## Críticas
La Nación opinó:

«Firmeza y seguridad en la dirección.»

Carlos Morelli en Clarín dijo:

«Tendencia a sobrepoblar el cuadro, pero estos excesos...apenas debilitan el mérito de un ejercicio de más solvencia dentro del límite del cine argentino que busca lo comercial.»

Manrupe y Portela escriben:

«...mucha producción de cierta efectividad y un esquema que no escapa de su origen televisivo.»